# Kerstin Hensel
Kerstin Hensel (* 29. Mai 1961 in Karl-Marx-Stadt) ist eine deutsche Schriftstellerin.

## Beruflicher Werdegang
Hensel ist ausgebildete Krankenschwester. Von 1983 bis 1985 studierte sie am Literaturinstitut „Johannes R. Becher“ Leipzig und arbeitete danach am Theater. 1995 bekam sie ein Stipendium für den Aufenthalt in der Villa Massimo in Rom. Seit 1988 hatte sie einen Lehrauftrag an der Hochschule für Schauspielkunst Ernst Busch in Berlin. Dort ist sie seit 2001 als Professorin für Deutsche Verssprache tätig.
Hensel ist seit 2005 Mitglied der Sächsischen Akademie der Künste und war von 2014 bis 2017 stellvertretende Senatorin für den Bereich Literatur. 2012 wurde Hensel in die Akademie der Künste Berlin gewählt, von 2015 bis 2021 war sie dort Vizedirektorin der Sektion Literatur und seit Herbst 2021 Direktorin der Sektion Literatur. Sie ist Mitglied im PEN-Zentrum Deutschland.

## Werk
In Angestaut (1993) widersetzt sich Hensel der Erwartungshaltung, sich als literarische Instanz zu positionieren, und präsentiert stattdessen eine Sammlung von Rezensionen, wahren Begebenheiten, Aufsätzen und Gedichten, die eine ungeschminkte Auseinandersetzung mit ihrem Schriftstellerleben und der gesellschaftlichen Wirklichkeit bieten. Durch das bewusste Spiel mit dem Format des Sudelbuchs lädt Hensel dazu ein, die Grenzen zwischen hoher Kunst und alltäglicher Beobachtung zu verwischen und bietet Einblicke in die Herausforderungen und Widersprüche des Schreibens nach dem Ende der DDR, thematisiert dabei aber auch allgemeinere Fragen der künstlerischen Freiheit und der gesellschaftlichen Erwartungen an die Literatur.
In Tanz am Kanal (1994) präsentiert Hensel die Geschichte von Gabriela von Haßlau, die ihre Lebenstauglichkeit in zwei Epochen der deutschen Geschichte unter Beweis stellt. Die Erzählweise ist von knappen Skizzen und lebendigen Dialogen geprägt, die Situationen und Atmosphären einfangen sollen. Durch die ironische und unsentimentale Erzählung wird Gabriela als eine widerständige Figur dargestellt, die sich gegen die Unterdrückung durch die Stasi und die Oberflächlichkeit des Medienbetriebs im vereinigten Deutschland zur Wehr setzt.
In Neunerlei (1997) präsentiert Hensel eine Sammlung von Erzählungen, die durch ihre sprachliche Nüchternheit und den Einsatz von Elementen des magischen Realismus gekennzeichnet sind. Sie erschafft darin surreale Welten und Figuren, die zugleich in der Wirklichkeit verwurzelt sind. Ihre Geschichten erkunden die Brüchigkeit des Lebens und die Möglichkeit des Unvorhergesehenen, oft mit einer dunklen, aber normalisierten Note des Erschreckenden.
In ihrem Gedichtband Cinderella räumt auf (2021) findet Hensel eine Sprache, die durch ihre Präzision, Aggressivität und spielerische Wortfindung auffällt. Sie nutzt Komik als Mittel der Kritik und Verwandlung zur Anprangerung gesellschaftlicher Missstände und Infragestellung der Verhältnisse. Ihre Gedichte zeugen von einer Skepsis gegenüber einfachen Lösungen und der Bereitschaft zur Betrachtung der Welt aus einem einzigartigen Blickwinkel, der sowohl intellektuell als auch körperlich verankert ist.
Hensels Roman Die Glückshaut (2024) erzählt die Geschichte von Minna, die im 19. Jahrhundert mit einer als Glücksomen gedeuteten „Glückshaut“ geboren wird und ein von märchenhaften Elementen und historischen Wirklichkeiten durchzogenes Leben führt; Der Roman spannt einen weiten Bogen von Minnas Zeiten bis ins 21. Jahrhundert, reflektiert anhand der Lebenswege ihrer Nachfahren, darunter Elise, die sich mit zeitgenössischen Glücksvorstellungen auseinandersetzt, über das Wesen des Glücks und wie sich Vorstellungen davon über die Zeit ändern.

## Preise und Auszeichnungen
- Anna-Seghers-Preis der Deutschen Akademie der Künste in Berlin (Ost), 1987
- Leonce-und-Lena-Preis der Stadt Darmstadt, 1991
- Förderpreis des Brandenburgischen Literaturpreises, 1995
- Stipendium der Villa Massimo, 1995
- Förderpreis zum Lessing-Preis des Freistaates Sachsen, 1997
- Gerrit-Engelke-Preis der Stadt Hannover, 1999
- Ida-Dehmel-Literaturpreis, 2004.
- Walter-Bauer-Preis der Städte Leuna und Merseburg, 2014
- Poetikdozentur an der Wilhelms-Universität Münster 2021/22

## Werke (Auswahl)
| - Poesiealbum 222. Gedichte; Neues Leben, Berlin 1986. - Stilleben mit Zukunft. Gedichte; Mitteldeutscher Verlag, Halle 1988. - Hallimasch. Erzählungen; Luchterhand, Frankfurt a. M. 1989 - Leb wohl, Joseph; (Film) (Regie: Andreas Kleinert), D 1989. - Ulriche und Kühleborn. Erzählung; Reclam, Leipzig 1990. - Schlaraffenzucht. Gedichte; Luchterhand, Frankfurt/M. 1990. - Auditorium panopticum. Roman; Mitteldeutscher Verlag, Halle 1991. - Gewitterfront. Gedichte; Mitteldeutscher Verlag, Halle 1991. - Die Gespenster der Lavant; (Hörspiel), 1993. - Angestaut. Aus meinem Sudelbuch; Mitteldeutscher Verlag, Halle 1993. - Im Schlauch. Erzählung; Suhrkamp, Frankfurt/M. 1993. - Tanz am Kanal. Erzählung; Suhrkamp, Frankfurt/M. 1994. - Neunerlei. Erzählungen; Kiepenheuer, Leipzig 1997. - Volksfest by Bürgerbräu. Gedichte. Mit Detlef Olschewski: Holzschnitte. Edition Mariannenpresse, Berlin 1997. ISBN 3-922510-91-4. - Alles war so, alles war anders. Bilder aus der DDR; mit Fotos von Thomas Billhardt, Kiepenheuer, Leipzig 1999, ISBN 3-378-01035-5. | - Gipshut. Roman; Kiepenheuer, Leipzig 1999. - Bahnhof verstehen. Gedichte; Luchterhand, München 2001. - Sprach Heil Schule. Gedichte; Unartig, Aschersleben 2002. ISBN 3-9807613-8-X. - Im Spinnhaus. Roman; Luchterhand, München 2003. - Falscher Hase. Roman, Luchterhand, München 2005. - Sachsen Spiegelungen. Leipziger Bibliophilenabend, Leipzig 2006. - Lärchenau. Roman, Luchterhand, München 2008. - Alle Wetter. Gedichte, Luchterhand, München 2008. - Scholli Ochsenfrosch. Kinderbuch, leiv verlag, Leipzig 2011. - Federspiel. 3 Liebesnovellen, Luchterhand, München 2012. - Das gefallene Fest. Gedichte, Verlag Poetenladen, Leipzig 2013, ISBN 978-3-940691-41-5. - Das verspielte Papier. Über starke, schwache und vollkommen misslungene Gedichte. Luchterhand, München 2014, ISBN 978-3-630-87433-3. - Schleuderfigur. Gedichte. Luchterhand, München 2016, ISBN 978-3-630-87499-9. - Die Flötenfinger des Birnbaums in Fontane Online - Regenbeins Farben. Novelle. Luchterhand, München 2020, ISBN 978-3-630-87601-6. - Cinderella räumt auf. Gedichte. Luchterhand, München 2021. - Rusalko. Ein Unterwassermärchen. Eulenspiegel Kinderbuchverlag, Berlin 2022, ISBN 978-3-359-03038-6. |

### Hörbücher
- Im Spinnhaus, Autorenlesung mit Musik von Frank Fröhlich, Goldmund Hörbücher, ISBN 978-3-939669-11-1.
- Dichtung des 20. Jahrhunderts: Meine 24 sächsischen Dichter, Hrsg. Gerhard Pötzsch, 2 CDs, Militzke Verlag Leipzig 2009, ISBN 978-3-86189-935-8.